# 光明消防署
光明消防署（クァンミョンしょうぼうしょ）は京畿道消防災難本部所属の消防署である。

## 管轄区域
- 光明市

## 沿革
- 1985年10月14日 - 安養消防署から分離して開設。
- 2012年10月15日 - 現在地に移転。

## 119安全センター
| 119安全センター     | 住所               | 管轄区域                                | 地域隊 |
| ------------------- | ------------------ | --------------------------------------- | ------ |
| 所下119安全センター | 光明市衿所路472    | 光明市のうち下安1洞、所下1、2洞、鶴温洞 |        |
| 光明119安全センター | 光明市シソン路12   | 光明市のうち光明1-3洞、鉄山1、2洞       |        |
| 下安119安全センター | 光明市ポマン路1025 | 光明市のうち下安2洞、4洞、鉄山3、4洞    |        |
| 光南119安全センター | 光明市牧甘路34     | 光明市のうち光明4-7洞                   |        |